# عمر سلغادو
عمر سلغادو (بالإسبانية: Omar Salgado)‏ (10 سبتمبر 1993 بإل باسو في الولايات المتحدة - ) هو لاعب كرة قدم مكسيكي في مركز الهجوم. شارك مع منتخب المكسيك تحت 17 سنة لكرة القدم ومنتخب الولايات المتحدة تحت 18 سنة لكرة القدم ومنتخب الولايات المتحدة تحت 20 سنة لكرة القدم ومنتخب المكسيك تحت 20 سنة لكرة القدم ومنتخب الولايات المتحدة تحت 23 سنة لكرة القدم. أما مع النوادي، فقد لعب مع تايجرز أونال وفانكوفر وايتكابس وTampa Bay Rowdies ‏ وتشارلستون بيتري وخاخواريس دي كوردوبا.

## وصلات خارجية
- عمر سلغادو على موقع الدوري الأمريكي (الإنجليزية)
- عمر سلغادو على موقع قاعدة بيانات كرة القدم.إي يو (الإنجليزية)
- عمر سلغادو على موقع AS.com (الإسبانية)